# Thil (Alta Garonna)
Thil è un comune francese di 1 147 abitanti situato nel dipartimento dell'Alta Garonna nella regione dell'Occitania.

## Società

### Evoluzione demografica
Abitanti censiti